# Hardware (альбом Билли Гиббонса)
Hardware (англ. Аппаратура) — третий сольный альбом Билли Гиббонса, лидера американской рок-группы ZZ Top, вышедший в 2021 году. Альбом посвящён памяти Джо Харди, умершего в 2019 году, звукооператора группы с 1985 года, исполнившего также партию клавишных в альбоме ZZ Top La Futura 2012 года и партию бас-гитары в двух первых сольных альбомах Билли Гиббонса.

## Об альбоме
По словам Гиббонса, ввиду локдауна связанного с Covid-19 у него появилась масса свободного времени. Барабанщик Мэтт Сорум, который играл в предыдущем сольном альбоме Билли Гиббонса, предложил ему и второму гитаристу Остину Хэнксу (ex-Slick Lilly) отправиться в пустыню юго-восточной Калифорнии в городок Пайонертаун (в 20 милях от парка Джошуа Три), где они арендовали студию. Гиббонс утверждает, что они не собирались задерживаться в студии, но получилось так, что они провели там три месяца. Музыканты начали играть на найденных в студии инструментах: Остин на Fender Jazzmaster, а Гиббонс на Fender Jaguar, подключённых к усилителю Fender Piggyback 1961 года выпуска и ревербератору Fender.
Среди музыкантов отсутствовал бас-гитарист. Гиббонс объяснил как была записана бас-гитара: «Давайте прольём свет на довольно интересное изобретение, благодаря которому это стало возможным: A Little Thunder, странный гитарный звукосниматель, который идентифицирует низкую ноту гитары, опускает её на октаву ниже, и превращает в сопровождающий звук бас-гитары. Когда мы с Остином играем на этом устройстве, на самом деле это не трио, а группа из пяти человек. У нас в миксе была не одна, а две бас-гитары, так что это было мощно». Во всех песнях использовался именно такой подход; в некоторых песнях дополнительно был записан найденный в студии Fender Telecaster выпуска середины 1960-х. Гиббонс задействовал в записи свою излюбленную Pearly Gates, но на позднем этапе записи; вся основная работа была сделана на гитарах Bolin, оборудованных звукоснимателем A Little Thunder..
В преддверии выхода альбома Гиббонс сказал, что если первый его сольный альбом был звуками Гаваны, а второй был блюзовый, то стиль этого трудно определить: «Я имею в виду, что у нас там есть сёрф-гитара, смешанная с темами из вестернов… Сёрф-рок посреди пустыни… Кто бы мог подумать?».
Отзывы на альбом были положительными. «„Hardware“ в хорошем смысле грязный альбом. Гиббонс ворчит хриплым голосом или в более грустной, но типично остроумной манере, размышляет…Он делает все это на фоне гитар, которые напоминают ранние Black Keys и собственно ZZ Top эпохи Degüello» . Указывается что в альбоме представлены как грубые рок-боевики, так и медленные, более созерцательные произведения, смешанные удивительным образом. Хотя блюз-рок остаётся главной движущей силой альбома, там есть намёки на кантри, латиноамериканскую музыку, сёрф-рок и новую волну.. Отмечается что «как и следовало ожидать, это альбом блюзовый, но предлагает гораздо более вальяжную и более прямолинейную рок-ориентированную подачу, при этом не лишённую грубого вокала и мощной лирики…В каждой песне есть свой фирменный гитарный тон, хрустящие фразы и мощные хуки»  Один из обозревателей высказывает мнение, что если сравнивать альбом с работами ZZ Top, то он ближе всего к работам 1980-х: El Loco, Eliminator и Afterburner, при этом не заходя так далеко в полноценное южное рок-диско.
Музыкально Hardware по существу состоит из немного переделанного буги. Поэтически же он почти исключительно связан с женщинами, виски, автомобилями, дорогами и так далее. Однако если учесть, что эта палитра разработана Гиббонсом больше, чем большинством и до сих пор пишется лучше чем многими, в этом нет ничего неправильного абсолютно, тем более что 72-летние пальцы Гиббонса не потеряли ничего в своих проходах по грифу   
Оригинальный текст (англ.)Musically, Hardware is substantially comprised of barely reconstructed boogie. Lyrically, it is almost exclusively concerned with women, whiskey, cars, highways and so forth. Given, however, that this a palette Gibbons did more to define than most, and still draws from more deftly than many, there’s absolutely nothing wrong with this, still less so given that Gibbons’ 72-year-old fingers have lost none of their way around a fretboard.

## Список композиций
| №   | Название                | Автор(ы)                                                                                     | Длительность |
| --- | ----------------------- | -------------------------------------------------------------------------------------------- | ------------ |
| 1.  | «My Lucky Card»         | Билли Гиббонс, Чад Шлоссер, Мэтт Сорум, Майк Фиорентино                                      | 2:35         |
| 2.  | «She’s On Fire»         | Билли Гиббонс, Чад Шлоссер, Мэтт Сорум, Майк Фиорентино                                      | 2:46         |
| 3.  | «More-More-More»        | Билли Гиббонс, Чад Шлоссер, Мэтт Сорум, Майк Фиорентино                                      | 3:02         |
| 4.  | «Shuffle, Step & Slide» | Билли Гиббонс, Чад Шлоссер, Мэтт Сорум, Майк Фиорентино                                      | 3:10         |
| 5.  | «Vagabond Man»          | Билли Гиббонс, Мэтт Сорум, Майк Фиорентино                                                   | 3:59         |
| 6.  | «Spanish Fly»           | Билли Гиббонс, Чад Шлоссер, Мэтт Сорум, Майк Фиорентино                                      | 4:01         |
| 7.  | «West Coast Junkie»     | Билли Гиббонс, Чад Шлоссер, Мэтт Сорум, Майк Фиорентино                                      | 2:48         |
| 8.  | «Stackin’ Bones»        | Билли Гиббонс, Чад Шлоссер, Мэтт Сорум, Майк Фиорентино                                      | 3:16         |
| 9.  | «I Was A Highway»       | Билли Гиббонс, Чад Шлоссер, Джош Данн, Мэтт Сорум, Майк Фиорентино, Нейл Мейсон, Тим Монтана | 2:34         |
| 10. | «S-G-L-M-B-B-R»         | Билли Гиббонс, Майк Фиорентино                                                               | 2:25         |
| 11. | «Hey Baby, Que Paso»    | Оги Мейерс, Билл Шеффилд                                                                     | 2:53         |
| 12. | «Desert High»           | Билли Гиббонс, Чад Шлоссер, Мэтт Сорум, Майк Фиорентино                                      | 3:27         |

## О песнях
- My Lucky Card (англ. Моя счастливая карта). «Старый верный блюз-рок с среднем темпе, с жёстким риффом (вступительный рифф — характерный мотив Гиббонса [7]) и вкусным соло» (сыгранным в слайд-технике «боттлнек») [5][8]. «Пронизанная свободным свингом с рокочущими и прекрасно размещёнными барабанами…Лирика не получит никаких поэтических премий, точно так же, как AC/DC никогда не получат Букеровскую премию, но фраза „Моя счастливая карта“ отлично звучит в контексте песни» [9]. Одним из обозревателей отмечено влияние Джими Хендрикса на риффы и гитарную фразировку песни [6]. На песню снят видеоклип.
- She’s On Fire (англ. Она вся в огне). Песня написана Гиббонсом под впечатлением от сцены в мексиканском ресторанчике в 20 милях от студии, где он завтракал. Однажды приехав, он обнаружил что заведение горит, а его хозяйка (она же бармен, официант, бухгалтер, повар) сказала, чтобы Гиббонс не волновался, его завтрак она не сожжёт [10].
- More-More-More (англ. Больше-больше-больше). Грубый R&B [11],
- Shuffle, Step & Slide (англ. Переставляй, шагай, скользи)
- Vagabond Man (англ. Бродяга). По словам Гиббонса песня — шаг в сторону от общего хард-рокового стиля альбома. Песня о путешествующих музыкантах, и, как сказал Гиббонс: «О том, что вы теряете, не будучи обычным парнем. Даже если у вас есть деньги, вы всё равно в каком-то смысле бездомный» [3] Сладкая баллада, пропитанная электрическим пианино, как у Стива Миллера из Drive-By Truckers [12]. Песня с удивительно душевным вокалом и прекрасной горько-сладкой мелодией [13].
- Spanish Fly (англ. Шпанская мушка). Название относится к очередному хот-роду, известному увлечению Гиббонса. «У одного из моих приятелей есть двухдверный седан Ford 1946 года, который он назвал „Испанская мушка“». Однако при этом Гиббонс отмечает, что шпанская мушка — это старое, старое травяное любовное зелье. В аккомпанементе песни имеется явное влияние хип-хоп сцены Хьюстона, и «свирепость» песни — результат этих заимствований  [3][10]. Один из обозревателей характеризует песню даже как «грубый рэп на фоне лязгающей перкуссии и изредка визжащей гитары».[7]. Другой обозреватель называет песню возможно самой слабой песней в альбоме, хотя это искупает душевное гитарное соло на последней минуте [5].
- West Coast Junkie (англ. Помешанный на Западном побережье). Первый сочинённый и записанный трек альбома, пример сёрф-рока c гоу-гоу битом и цитированием барабанов из песни Wipe Out группы The Surfari. На песню снят видеоклип.
- Stackin’ Bones (англ. Жульничаю с костями). Билли Гиббонс относительно участия Larkin Poe сказал, что: «великолепная небрежная техника вместе с „у-ля-ла“ превращают песню в поэтическую экзотику. Они [Ребекка и Меган Ловелл] пришли в студию, немного пошалили, а потом сделали это» [6].
- I Was A Highway (англ. Я был тем шоссе). Бухающее буги-вуги, которое могло выйти в одном из альбомов ZZ Top.
- S-G-L-M-B-B-R (англ. ?). Название песни — аббревиатура, которую Гиббонс так и не расшифровал, дав возможность подумать фанатам. Он лишь намекнул на песню Cream с похожей аббревиатурой. По-видимому речь идёт о песне SWLABR, что расшифровывается как She Walks Like A Bearded Rainbow (англ. Она идёт как бородатая радуга) или She Was Like A Bearded Rainbow (англ. Она была похожа на бородатую радугу) [14]
- Hey Baby, Que Paso (исп. Эй детка, что произошло?). Кавер-версия, ускоренный вариант песни группы Texas Tornados, однако сделанная на основе изначальной записи, которую Оги Мейерс (один из создателей группы и автор песни) записал самостоятельно.[11]. Один из обозревателей назвал песню «Что-то вроде блюзового латиноамериканского рока (если такое вообще возможно) с текстами, включающими остроумную игру слов на английском и испанском языках».[5]. Другой говорит о том, что Гиббонс превратил песню в двоюродного брата песни Walk Of Life от Dire Straits [4].
- Desert High (англ. Пустыня). По словам Билли Гиббонса, магическая музыкальная тема для песни появилась в начале работы над альбомом, но была отложена. В конце работы музыканты согласились с тем, что можно записать что-то, что напоминало бы об атмосфере работы в студии, пустыне, уединению. Гиббонс в свою очередь, сочинял текст, без привязки к музыке, «что-то осмысленное», но потом строчки начали ложиться в музыкальную тему. В минималистичном словесном повествовании описывается пустыня и что возникает в воображении когда смотришь на пустыню, в данном случае в том числе призраки Грэма Парсонса, умершего в отеле неподалёку, Джима Моррисона и Кита Ричардса [5]. Песня выдержана в стиле спагетти-вестерн и звучит как отрывок из старой коллекции Тома Уэйтса [13]. На песню снят видеоклип.

## Участники записи
- Билли Гиббонс — вокал, гитара, гармоника
- Остин Хэнкс — гитара
- Мэтт Сорум — ударные
- Larkin Poe[англ.] — участие в Stackin' Bones